# پاستای
پاستای (Pasty) یک نوع خمیرپزی پخته‌شده بریتانیایی است، نوع سنتی آن به ویژه با کورنوال در جنوب غرب انگلستان ارتباط دارد، اما در سراسر جزایر بریتانیا و سایر نقاط دنیا به واسطه جمعیت مهاجران کورنیش (Cornish diaspora) نیز شناخته شده است. این خوراکی با قرار دادن مواد پر کرده نشده، معمولاً گوشت و سبزیجات، در میان دایره‌ای از خمیر نازک قرار داده می‌شود. سپس لبه‌ها به مرکز جمع شده و بالای آن‌ها خم می‌شود تا نوک آن‌ها را مهر و موم کرده و سپس درون فر می‌رود.
پاستای سنتی کورنیش، که از سال ۲۰۱۱ حق مدارک محافظتی جغرافیایی (PGI) در اروپا را دارد، با گوشت گوساله، سیب‌زمینی برش خورده یا ریز شده، گلرنگ (که در کورنوال و مناطق دیگری از غرب انگلستان به نام turnip شناخته می‌شود) و پیاز پر می‌شود، که با نمک و فلفل نمک زده شده و درون فر می‌رود. امروزه، پستی به عنوان غذایی که بیشترین ارتباط را با کورنوال دارد شناخته می‌شود. این یک غذای سنتی است و حدود ۶٪ از اقتصاد غذایی کورنوال را تشکیل می‌دهد. پستی‌ها با انواع مختلف پر شده می‌سازند و برخی از فروشگاه‌ها به فروش پستی متمرکز شده‌اند.
منشأ پستی نامعلوم است، اما ارجاعات متعددی به آن در اسناد تاریخی و داستان‌های مختلف وجود دارد. امروزه پستی به دلیل پراکندگی معدنچیان و دریانوردان کورنیش از سراسر کورنوال، در سراسر جهان محبوب شده است و نسخه‌های مختلفی از آن در استرالیا، مکزیک، ایالات متحده، التر و دیگر مناطق قابل دسترس هستند.

## تاریخ
با وجود ارتباط قوی پستی مدرن با کورنوال، منشأ آن نامعلوم است. کلمه انگلیسی "pasty" از فرانسوی قرون وسطی مشتق شده است (O.Fr. paste از V.Lat pasta) به معنای پای، پر شده با گوشت وحشی، ماهی سالمون یا سایر گوشت‌ها، سبزیجات یا پنیر، بدون ظرف درون فر می‌پزند. پستی‌ها در کتاب‌های آشپزی به مدت قرون مختلف ذکر شده‌اند. به عنوان مثال، نسخه اولیه Le Viandier (فرانسوی قدیمی) که به حدود سال ۱۳۰۰ برمی‌گردد، چندین دستور پستی دارد. در سال ۱۳۹۳، کتاب Le Menagier de Paris دستور پسته با گوشت وحشی، گوساله، گوشت گاو یا گوساله دارد.
ارجاعات دیگر به پستی‌ها شامل یک سند قرن ۱۳ میلادی است که توسط پادشاه جان انگلستان (در سال ۱۲۰۸) به شهر گریت یارموث اعطا شده است. شهر موظف بود هر سال صد ماهی سرد (herrings) را در بیست و چهار پستی می‌پزد که شریف نورویچ به خاطر مالک مزرعه ایست کارلتون برای پادشاه تحویل می‌دهد. در همان زمان، تاریخ‌نگار قرن ۱۳ متیو پاریس از راهبان‌های کلیسای آببانز نوشت: «به روش خود، بر پستی‌های گوشت زندگی می‌کردند». در سال ۱۴۶۵، ۵۵۰۰ پستی گوشت وحشی در مهمانی نصب جرج نویل، اسقف یورک و کانسلر انگلستان سرو شد.
ارجاعات اولیه به پستی در داون یا کورنوال می‌تواند در سوابق شهر پلیموث از سال ۱۵۰۹/۱۰ پیدا شود، که "Itm برای cooke به کاری برای ساختن پستی 10d" را توصیف می‌کند. حتی توسط خاندان سلطنتی نیز مصرف می‌شد، همچون نامه‌ای از یک نانوا به همسر سوم هنری هشتم، جین سیمور که تأیید می‌کند: "... امیدوارم این پستی در شرایط بهتری به شما برسد نسبت به آخرین …". در خاطرات خود نوشته شده در میان قرن ۱۷ میلادی، ساموئل پپیس به مصرف پستی‌ها اشاره می‌کند، به عنوان مثال "در منزل سر ویلیام پن … بر روی یک پستی گوشت وحشی لعنتی ناهار خوردیم که مانند شیطان بو می‌دهد"، اما پس از این دوره استفاده از این واژه خارج از داون و کورنوال کاهش یافت.
برخلاف جایگاه اولیه آن در میان ثروتمندان، در طول قرن‌های ۱۷ و ۱۸، پستی محبوب در میان مردم کارگر در کورنوال و غرب دوون شد، جایی که معدنکاران قلعه و سایرین آن را به دلیل شکل خاص آن پذیرفتند، که یک وعده غذایی کامل را که به راحتی قابل حمل بود و بدون استفاده از پارچه خوردنی بود.